# 수성 (가수)
{{음악가 정보
| 이름       = 수성
| 그림       = 
| 설명       = 
| 예명       = 
| 본명       = 정수성
| 출생       = 1988년 9월 9일(36세)
| 출생지     = 
| 국적       =  대한민국
| 사망       = 
| 사망지     = 
| 가족       = 
| 장르       = 발라드
| 직업       = 가수
| 악기       = 
| 활동시기   = 2009년 ~
| 레이블     = 
| 소속사     = 뉴스칼E&M
| 관련활동   = [[수성3집 앨범 [꿈처럼] ]]
| 웹사이트   = [ https://m.facebook.com/jsslovemusic 수성 페이스북 페이지]
}}
수성(1988년 9월 9일 ~ )은 대한민국의 가수다. 본명은 정수성. 소속사는 뉴스칼E&M이고 2009년 2월 26일에 디지털 싱글 앨범 [아저씨 사랑해요]로 가수에 데뷔했다. 2012년 썬플라워 리퍼블릭91 소속의 송크라이걸즈에 합류하여 현재까지 활동하고 있고 현재는 수성 3집 앨범 [꿈처럼]으로 활동하고 있다.

## 개인 정보
- 출생 : 1988년 9월 9일
- 신체 : 162cm / B형
- 취미 : 밸리댄스, 요가, 독서
- 특기 : 피아노, 작곡
- 종교 : 기독교
- 학력
  - 사우고등학교 졸업
  - 추계예술대학교 실용음악과

## 경력
- 제10회 김포시 청소년 가요제 "금상" 수상
- 제11회 김포시 청소년 가요제 "금상" 수상
- 김포시 예능대회 대중가요부문 "최우수상" 수상
- 2007년 전국 실용음악대회 "동상" 수상
- 남궁연의 고릴라디오 "대상" 수상
- 소속사 유나이티드뮤직 입사
- 2012년 송크라이걸즈 합류
- 2013년 뉴스칼E&M 입사

## 가수활동
- 2009년 타우 미니 앨범 Title "바보" Feating
- 2009년 프로젝트 앨범 [2009 즐거운 음악] "아낌없이 바쳤는데"
- 2009년 프로젝트 앨범 [2009 즐거운 음악] "너와 나" Feating
- 2009년 이름없는 얼굴 "제목 없음" Feating
- 2009년 파스텔블루 "White Carol", "점점 그 후" Feating
- 2010년 파스텔블루 "너에게 난 나에게 넌" Feating
- 2010년 파스텔블루 "그렇게 너를 사랑해" Feating
- 2010년 타우 싱글 앨범 Title "러브 액츄얼리" Feating
- 2010년 파스텔블루 "흰 눈이 내리는 날엔" Feating
- 2011년 서유기 리턴즈 O.S.T "힘을내"
- 2011년 YK워십밴드 2집 [길, 진리, 생명] "Communication"
- 2012년 뉴스칼 싱글 앨범 Title "Only U" Feating
- 2012년 JH2 "Aalow뿅" Feating
- 2012년 PD블루 "너에게 난 나에게 넌" Feating
- 2012년 타우, 하하 "아카시아" Feating
- 2012년 PD블루 "니 사랑이 필요해" Feating
- 2012년 PD블루 "점점 그 후" Feating

음반
- 2009년 2월 26일 디지털 싱글 앨범 발표 [아저씨 사랑해요]
- 2009년 6월 11일 디지털 싱글 앨범 발표 [사랑주의보]
- 2013년 12월 9일 디지털 싱글 앨범 발표 [꿈처럼]